# Václav Machek (językoznawca)
Václav Machek (ur. 8 listopada 1894 w Úhlejovie, zm. 26 maja 1965 w Brnie) – czeski językoznawca.
W 1936 r. objął stanowisko profesora na uniwersytecie w Brnie. Był członkiem Czechosłowackiej Akademii Nauk.
Publikował w językach czeskim i francuskim. Jego dorobek obejmuje prace z języków słowiańskich i bałtyckich oraz z etymologii, m.in.: Recherches dans le domaine de lexique balto-slave (1934), Česká a slovenská jména rostlin (1954), Etymologický slovnik jazyka českého a slovenského (1957).